# Devon Windsor
Pour les articles homonymes, voir Windsor.
Devon Windsor, née le 7 mars 1994 à Saint-Louis aux États-Unis, est un mannequin américain.

## Biographie

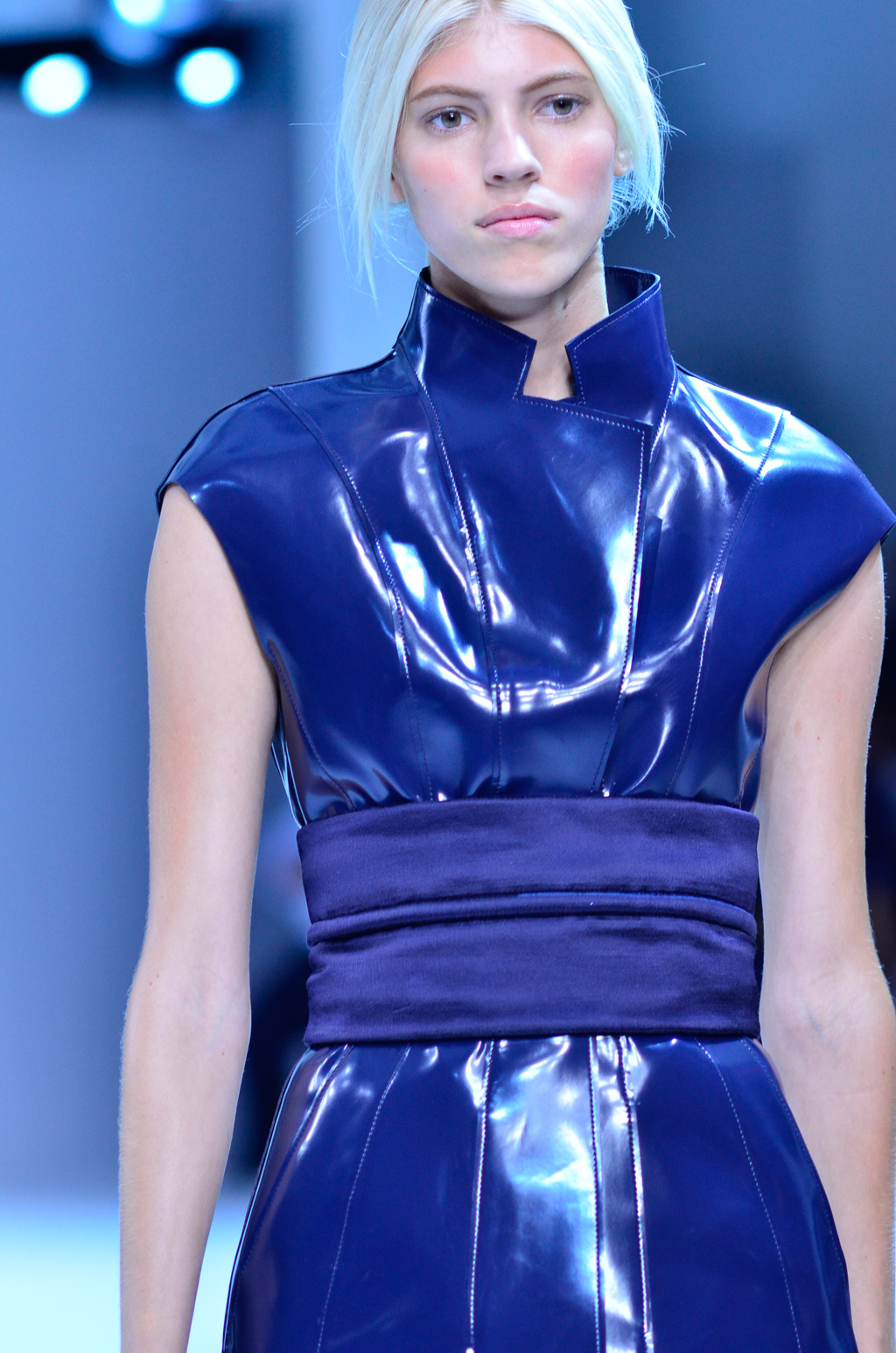
Devon Windsor défilant pour Porsche Design.

Devon Windsor est découverte à l'âge de quatorze ans par la photographe Suzy Gorman (en) qui la photographie, à la suite de quoi elle signe un contrat avec une agence de sa ville, West Model & Talent Management, puis Vision Model Management. Elle se rend à Los Angeles pour participer à des castings et poser pour la marque Roxy ; elle signe alors avec IMG Models. En 2011, elle pose dans un éditorial du magazine Oyster (en). Elle décide cependant d'attendre la fin du lycée avant de se lancer à plein temps dans ce métier.
Son premier grand défilé est pour Prada en septembre 2013. Lors des essayages, elle voit ses cheveux teints en blond platine, ce qui devient par la suite son signe distinctif. Elle enchaîne ensuite avec d'autres grands noms de la mode dont Helmut Lang, Matthew Williamson, Bottega Veneta, Emilio Pucci, Giorgio Armani, Alexander McQueen, Céline, Stella McCartney, Jean Paul Gaultier, Dior, ou encore Chanel. La même année, elle défile pour le Victoria's Secret Fashion Show et pose pour Moschino.
En 2014, elle fait la publicité de Leonard, Max Mara et Jean Paul Gaultier. Elle pose aussi pour le magazine Vogue Deutschland.